# Guarani ocidental boliviano
O guarani ocidental boliviano, também conhecido como Simba ou Simba guarani, é um dialeto da língua guarani falado ao norte do rio Pilcomayo, no departamento de Chuquisaca, na Bolívia.